# Deutsche Meisterschaften im Rennrodeln 2008
Die vorgezogenen Deutschen Meisterschaften im Rennrodeln 2008 fanden vom 1. bis 3. November 2007 auf der Rennrodelbahn im thüringischen Oberhof statt.
Die Titelkämpfe in den Einsitzern für Frauen und Männer sowie dem Doppelsitzer wurden am 3. November 2007 ausgetragen und fungierten als Testlauf für die Ende Januar 2008 auf der Oberhofer Bahn stattfindenden Rennrodel-Weltmeisterschaften 2008. Zugleich waren sie Qualifikations- und Selektionsrennen für die Rennrodel-Weltcupsaison 2007/08. Die Titel gingen an Natalie Geisenberger im Einsitzer der Frauen, David Möller im Einsitzer der Männer und Patric Leitner/Alexander Resch im Doppelsitzer.

## Ergebnisse

### Einsitzer der Frauen
| Platz | Sportlerin              | Verein                        | Laufzeiten        | Zeit         |
| ----- | ----------------------- | ----------------------------- | ----------------- | ------------ |
| 1     | Natalie Geisenberger    | ASV Miesbach                  | 43,238 s 43,448 s | 1:26,686 min |
| 2     | Silke Kraushaar-Pielach | BSR Rennsteig Oberhof         | 43,334 s 43,472 s | +0,120 s     |
| 3     | Tatjana Hüfner          | WSC Erzgebirge Oberwiesenthal | 43,305 s 43,658 s | +0,277 s     |
| 4     | Anke Wischnewski        | WSV Erzgebirge Oberwiesenthal | 43,543 s 43,705 s | +0,562 s     |
| 5     | Stefanie Sieger         | WSV Königssee                 | 43,600 s 43,906 s | +0,820 s     |
| 6     | Corinna Martini         | BSC Winterberg                | 43,637 s 43,941 s | +0,892 s     |
| 7     | Daniela Schwab          | RC Berchtesgaden              | 44,099 s 44,214 s | +1,627 s     |
| 8     | Lisa Liebert            | SSV Altenberg                 | 44,139 s 44,376 s | +1,829 s     |
| 9     | Carina Schwab           | RC Berchtesgaden              | 44,261 s 44,348 s | +1,923 s     |
| 10    | Madeleine Teuber        | BSC Winterberg                | 44,448 s 44,321 s | +2,083 s     |
| 11    | Mareen Bartholomäi      | RT Suhl                       | 44,481 s 45,038 s | +2,833 s     |
| 12    | Isabelle Hornung        | BRC 05 Friedrichroda          | 44,777 s 44,805 s | +2,896 s     |
| 13    | Dajana Eitberger        | RC Ilmenau                    | 45,005 s 44,892 s | +3,211 s     |
| 14    | Anika Kanis             | RRV Sonneberg                 | 44,994 s 45,126 s | +3,434 s     |
| 15    | Anne Pietrasik          | SSV Altenberg                 | 45,214 s 45,017 s | +3,545 s     |

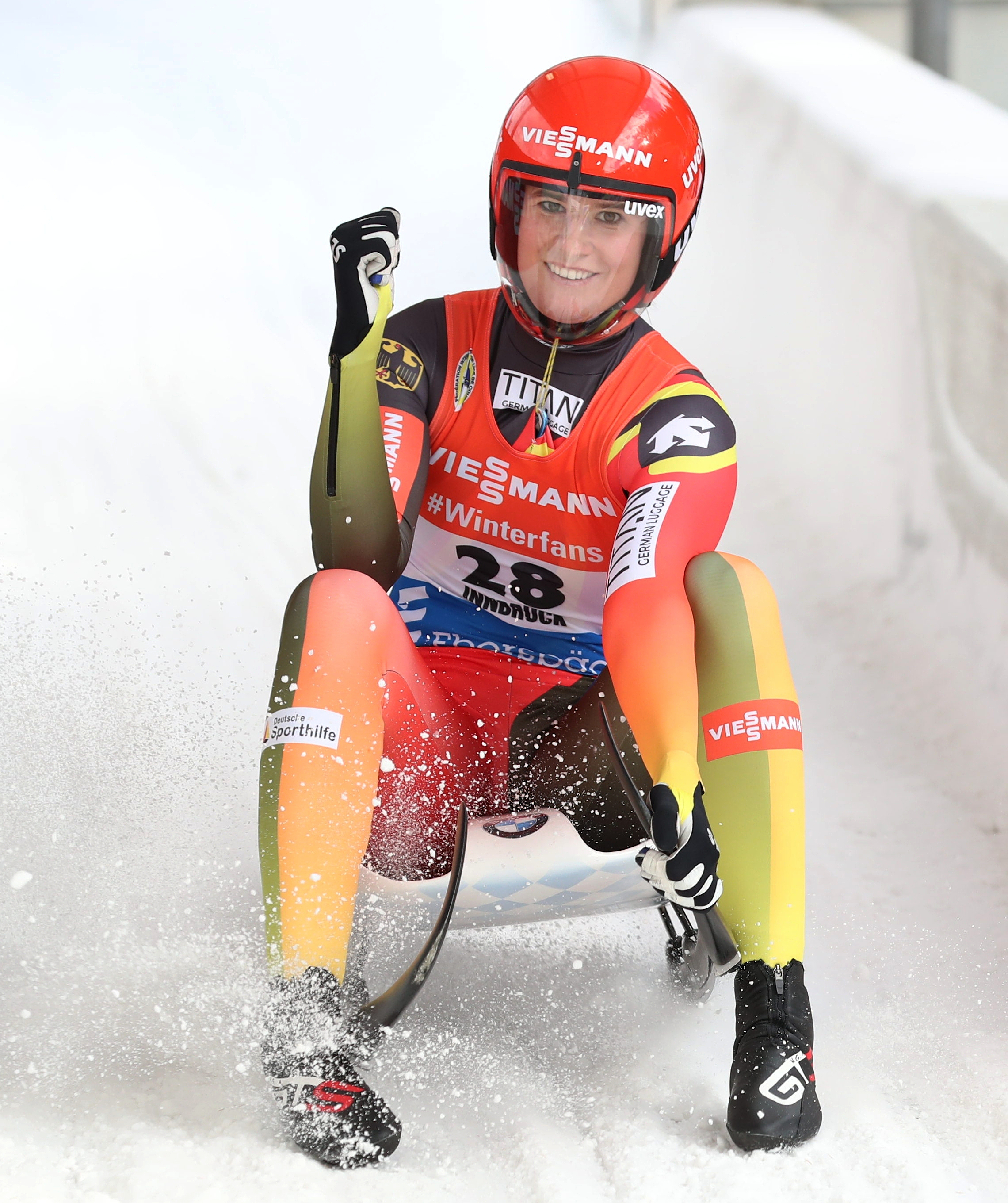
Natalie Geisenberger, Deutsche Meisterin

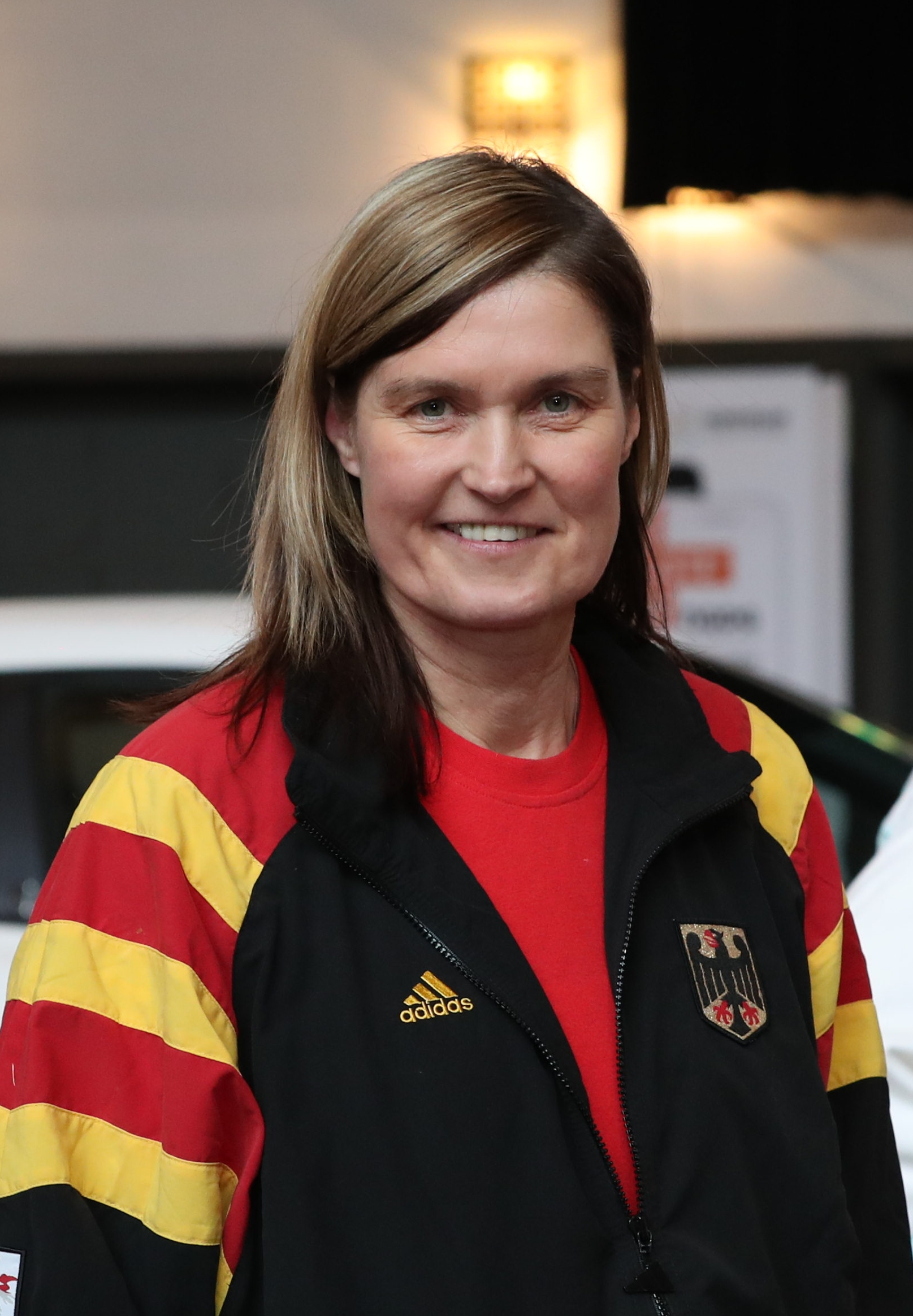
Silke Kraushaar-Pielach, Deutsche Vizemeisterin, bestritt ihre letzten nationalen Meisterschaften.

Es traten 15 Starterinnen an. Den deutschen Meistertitel sicherte sich erstmals Natalie Geisenberger, sie erzielte Bestzeit in beiden Läufen, und verwies die Lokalmatadorinnen Silke Kraushaar-Pielach, die bei ihren letzten nationalen Meisterschaften Vizemeisterin wurde, und Tatjana Hüfner auf die weiteren Podestplätze. Hüfner lag nach dem ersten Lauf noch auf dem zweiten Platz, erwischte im zweiten Lauf jedoch einen schlechten Start und fiel um einen Rang zurück. Anke Wischnewski fuhr auf Rang 4, Stefanie Sieger wurde Fünfte und Corinna Martini erreichte Rang 6. Auf den weiteren Plätzen folgten Daniela Schwab, Lisa Liebert, Carina Schwab, Madeleine Teuber, Mareen Bartholomäi, Isabelle Hornung, Dajana Eitberger, Anika Kanis sowie Anne Pietrasik.

### Einsitzer der Männer
| Platz | Sportlerin       | Verein                        | Laufzeiten        | Zeit         |
| ----- | ---------------- | ----------------------------- | ----------------- | ------------ |
| 1     | David Möller     | RRV Sonneberg                 | 44,995 s 45,374 s | 1:30,369 min |
| 2     | Jan Eichhorn     | BSR Rennsteig Oberhof         | 45,154 s 45,329 s | +0,114 s     |
| 3     | Felix Loch       | RC Berchtesgaden              | 45,172 s 45,323 s | +0,126 s     |
| 4     | Andi Langenhan   | RRC Zella-Mehlis              | 45,296 s 45,456 s | +0,383 s     |
| 5     | Robert Eschrich  | BSR Rennsteig Oberhof         | 45,345 s 45,526 s | +0,502 s     |
| 6     | Johannes Ludwig  | BSR Rennsteig Oberhof         | 45,386 s 45,505 s | +0,522 s     |
| 7     | Denis Bertz      | WSC Erzgebirge Oberwiesenthal | 45,461 s 45,613 s | +0,705 s     |
| 8     | Andreas Graitl   | WSV Königssee                 | 45,773 s 45,736 s | +1,140 s     |
| 9     | Richard Grill    | RC Berchtesgaden              | 45,919 s 45,940 s | +1,490 s     |
| 10    | Peter Fischer    | BSR Rennsteig Oberhof         | 45,914 s 45,950 s | +1,495 s     |
| 11    | Robert Fischer   | RC Ilmenau                    | 46,051 s 46,215 s | +1,897 s     |
| 12    | Sascha Benecken  | RT Suhl                       | 46,328 s 46,193 s | +2,152 s     |
| 13    | Tobias Raßbach   | BSR Rennsteig Oberhof         | 46,295 s 46,474 s | +2,400 s     |
| 14    | Ralf Palik       | WSC Erzgebirge Oberwiesenthal | 46,236 s 46,625 s | +2,492 s     |
| 15    | Kevin Weihs      | BSR Rennsteig Oberhof         | 46,372 s 46,587 s | +2,590 s     |
| 16    | Mathias Böhmer   | RC Berchtesgaden              | 46,470 s 46,737 s | +2,838 s     |
| 17    | Sven Gutberlet   | RT Suhl                       | 46,554 s 46,748 s | +2,933 s     |
| 18    | Andre Reichert   | BSR Rennsteig Oberhof         | 46,673 s 46,755 s | +3,059 s     |
| 19    | Martin Olesinski | SC Fredeburg                  | 47,041 s 47,192 s | +3,864 s     |
| 20    | Phil Görlitzer   | WSC Erzgebirge Oberwiesenthal | 49,392 s 46,888 s | +5,911 s     |

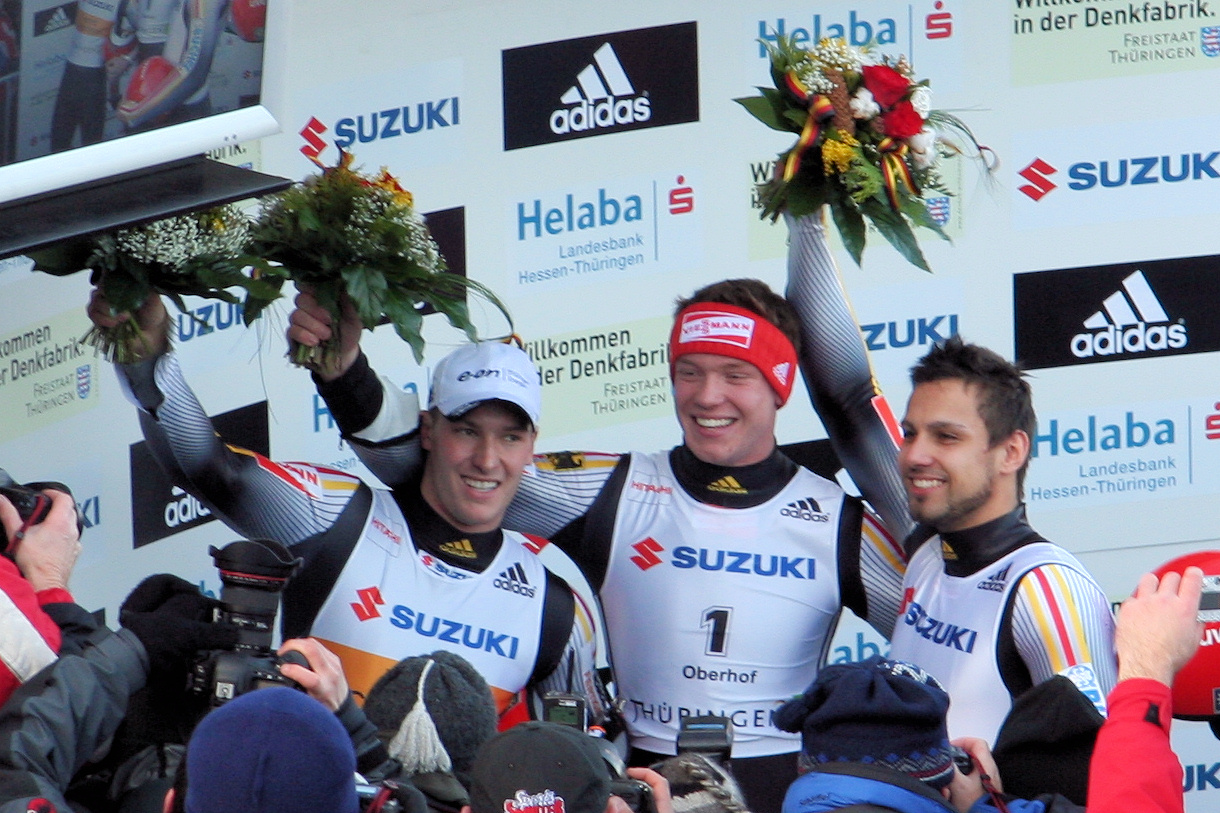
David Möller (rechts), Deutscher Meister, zusammen mit Felix Loch und Andi Langenhan

Im Einsitzer der Männer traten 20 Starter an. Deutscher Meister wurde der Lokalmatador David Möller vor Jan Eichhorn und Felix Loch, der bei den Rennrodel-Weltmeisterschaften 2008 an selber Stelle im Januar 2008 seinen ersten Weltmeistertitel gewann und damit jüngster Rennrodel-Weltmeister wurde. Andi Langenhan, Robert Eschrich und Johannes Ludwig erreichten die Plätze 4 bis 6. Denis Bertz, Andreas Graitl – der zum letzten Mal bei nationalen Meisterschaften antrat und im Februar 2008 seine Karriere beendete – sowie Peter Fischer komplettierten die Top 10. Der spätere Junioren-Gesamtweltcupsieger der Saison 2007/08 Sascha Benecken erreichte Platz 12.

### Doppelsitzer
| Platz | Sportlerin                        | Verein                                             | Laufzeiten        | Zeit         |
| ----- | --------------------------------- | -------------------------------------------------- | ----------------- | ------------ |
| 1     | Patric Leitner/Alexander Resch    | WSV Königssee/RC Berchtesgaden                     | 43,435 s 43,429 s | 1:26,864 min |
| 2     | André Florschütz/Torsten Wustlich | BRC 05 Friedrichroda/WSC Erzgebirge Oberwiesenthal | 43,449 s 43,440 s | +0,025 s     |
| 3     | Tobias Wendl/Tobias Arlt          | RC Berchtesgaden/WSV Königssee                     | 43,531 s 43,592 s | +0,259 s     |
| 4     | Marcel Lorenz/Christian Baude     | BSR Rennsteig Oberhof                              | 43,576 s 44,018 s | +0,730 s     |
| 5     | Ronny Pietrasik/Christian Weise   | SSV Altenberg/WSC Erzgebirge Oberwiesenthal        | 44,048 s 44,367 s | +1,551 s     |
| 6     | Toni Eggert/Marcel Oster          | BSR Rennsteig Oberhof/RT Suhl                      | 44,277 s 44,250 s | +1,663 s     |
| 7     | Daniel Rothamel/Chris Rohmeiß     | RRC Zella-Mehlis                                   | 44,094 s 84,149 s | +41,397 s    |

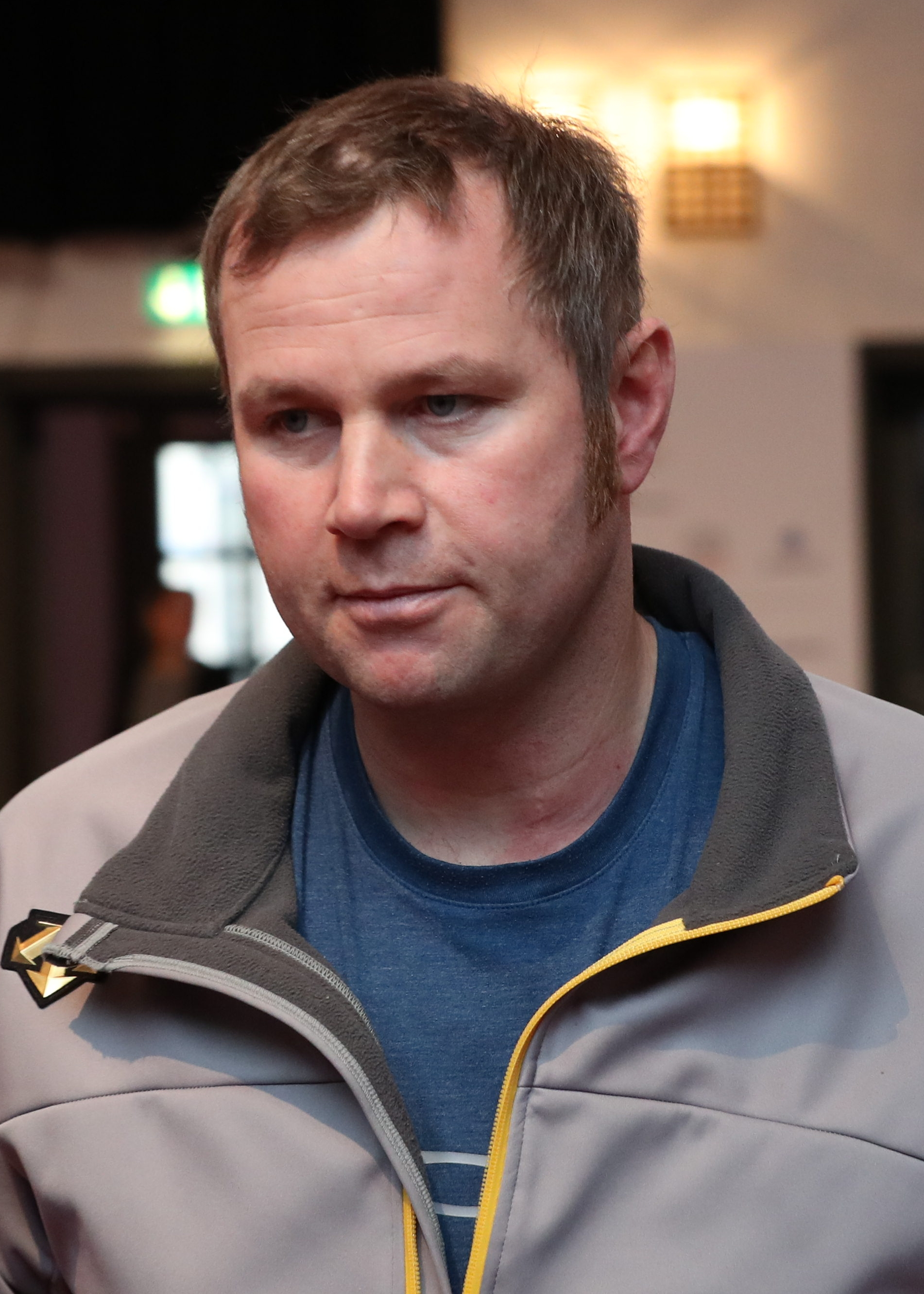
Patric Leitner, Pilot des Doppelsitzers Leitner/Resch, Deutscher Meister

Es traten sieben Doppelsitzerpaare beim Titelkampf um die nationale Meisterschaft an. Den Sieg sicherten sich die Weltcupgesamtsieger der Saison 2006/07 Patric Leitner und Alexander Resch vor den Lokalmatadoren André Florschütz und Torsten Wustlich, die ihren Konkurrenten in beiden Läufen unterlegen waren. Den Bronzerang erreichten Tobias Wendl und Tobias Arlt vor Marcel Lorenz und Christian Baude, die auf ihrer Heimbahn einen Rückstand von rund einer halber Sekunde auf den dritten Platz einfuhren. Das sächsische Doppelsitzerpaar Ronny Pietrasik und Christian Weise erreichte Platz 5, auf Rang 6 folgten Toni Eggert und Marcel Oster. Siebte wurden, nach einem kapitalen Fahrfehler im unteren Bahnteil während des zweiten Laufes, Daniel Rothamel und Chris Rohmeiß, die nach dem ersten Lauf noch auf dem sechsten Platz lagen und schlussendlich mit einem Rückstand von mehr als 41 Sekunden das Ziel erreichten.